# Lincoln MKC
Der Lincoln MKC war ein von 2014 bis 2019 gebauter Kompakt-SUV der zum Ford-Konzern gehörenden Premiummarke Lincoln. Beim MKC handelt es sich um das Parallelmodell zum Ford Escape.

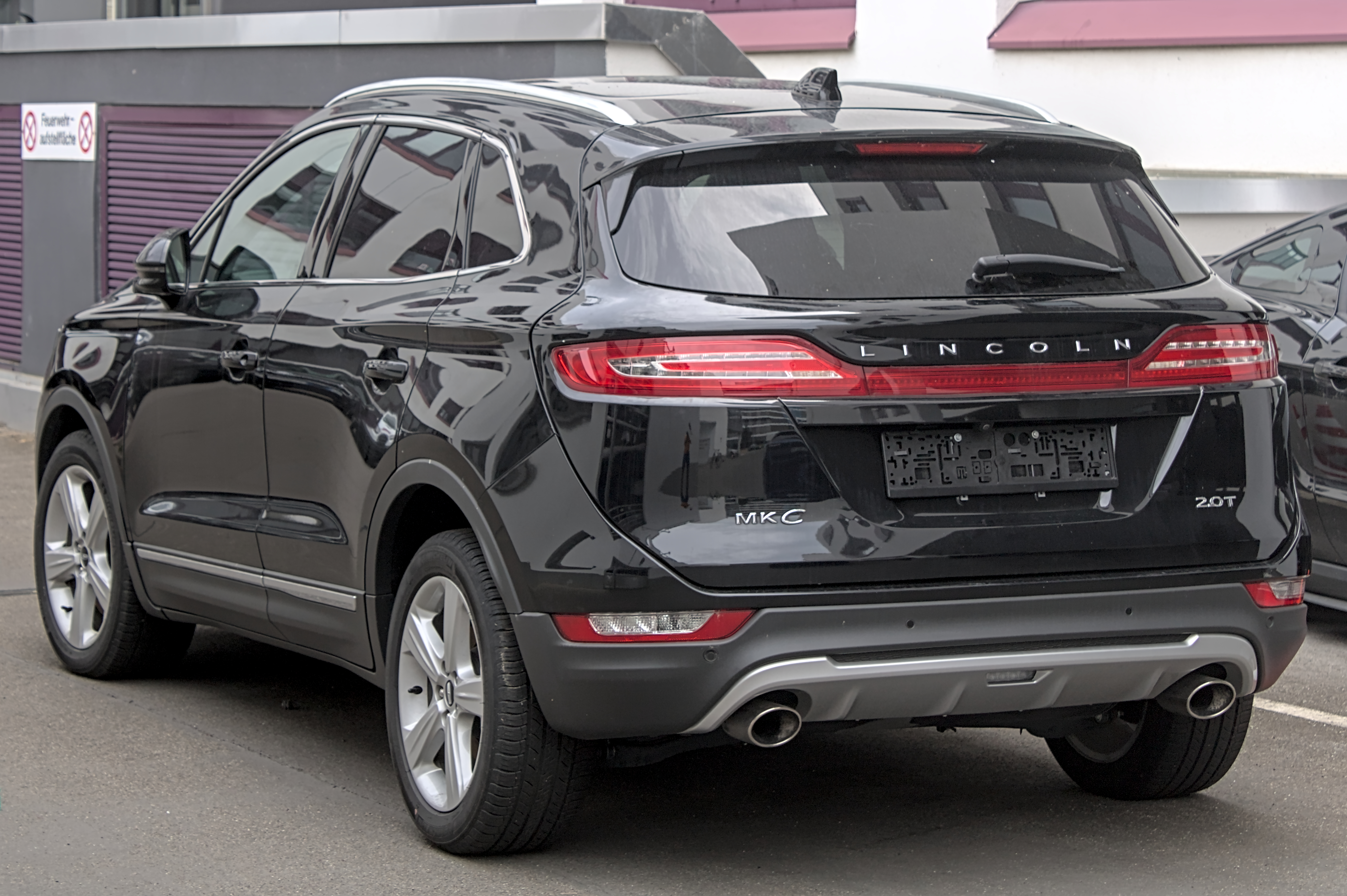
Lincoln MKC (2014–2018)

Als Motoren stehen ein 2,0-Liter- und ein 2,3-Liter-EcoBoost-Motor zur Verfügung. Die Kraftübertragung erfolgt über ein 6-Gang-Automatikgetriebe an die Vorderräder. Die beiden EcoBoost-Motoren gibt es auch in Verbindung mit einem optionalen Allradantrieb.